# Каллидиум
Усачи плоские, или каллидиумы, или хитрецы (лат. Callidium) — род жуков, относящийся к семейству Усачей, или дровосеков (Cerambycidae).

## Описание
Род принадлежит к подсемейству настоящих усачей, характеризуется следующими признаками. Усики 11-члениковые, щетинковидные или нитевидные, длиннее тела или несколько короче; 3-й членик их почти втрое длиннее 2-го. Глаза с выемками. Ширина грудного щита более его длины. Надкрылья, обыкновенно, довольно широкие и плоские с выступающими плечевыми буграми. Бедра на конце булавовидно расширены.

## Классификация
В состав рода включают следующие виды:
- Callidium aeneum (DeGeer, 1775)
- Callidium angustipennis Chemsak, 1964
- Callidium antennatum Newman, 1838
- Callidium bifasciatum Fabricius, 1787
- Callidium biguttatum Sallé, 1856
- Callidium brevicorne Olivier, 1790
- Callidium californicum Casey, 1912
- Callidium cedri Peyerimhoff, 1918
- Callidium chlorizans Solsky, 1871
- Callidium cicatricosum Mannerheim, 1853
- Callidium coriaceum Paykull, 1800
- Callidium duodecimsignatum Perroud, 1855
- Callidium flavosignatum Pu, 1991
- Callidium frigidum Casey, 1912
- Callidium hengduanum Holzschuh, 1999
- Callidium hoppingi Linsley, 1957
- Callidium juniperi Fisher, 1920
- Callidium kuratai Yokoyama, 1972
- Callidium leechi Linsley & Chemsak, 1963
- Callidium libani Sama & Rapuzzi, 2002
- Callidium piceonotatum Pic, 1933
- Callidium powelli Linsley & Chemsak, 1963
- Callidium przevalskii Semenov & Plavilstshikov, 1936
- Callidium pseudotsugae Fisher, 1920
- Callidium schotti Schaeffer, 1917
- Callidium sempervirens Linsley, 1942
- Callidium sequoiarium Fisher, 1920
- Callidium syriacum Pic, 1892
- Callidium texanum Schaeffer, 1917
- Callidium vandykei Linsley, 1957
- Callidium violaceipenne Linsley & Chemsak, 1963
- Callidium violaceum  (Linnaeus, 1758)
- Callidium viridicolle Pic, 1926
- Callidium viridocyaneum Linsley & Chemsak, 1963